# Fricandeau

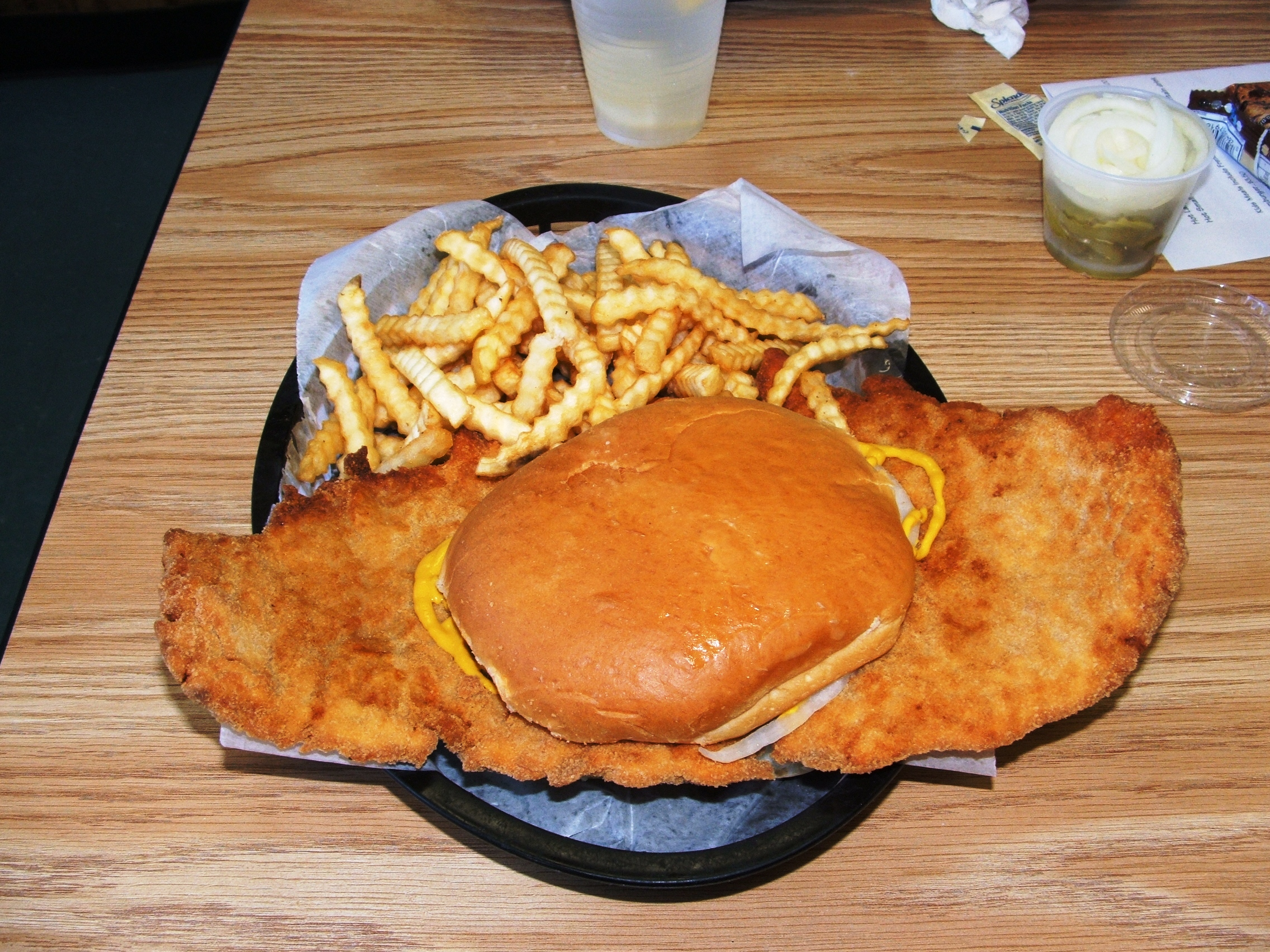
Een broodje fricandeau in de VS, verwerkt als schnitzel.

Fricandeau is mager varkensvlees. Het wordt zowel in stukken verkocht als in vleeswaar voor op brood. Fricandeau komt van het achtereind van een varken. De smaak is vrij neutraal en heeft wat weg van varkensrollade, maar fricandeau is malser, magerder en doorgaans duurder dan rollade. Fricandeau kan gegrild, gebraden, gestoofd en gebakken worden. Het vlees wordt vaak gebruikt bij fondue, gourmet en steengrill. Het meeste varkensvlees moet goed doorbakken zijn alvorens het gegeten kan worden, maar fricandeau kan - net als varkenshaas - rosé worden gegeten. Als men een groot stuk fricandeau braadt in de oven, is het vlees bij een kerntemperatuur van 60 graden rosé. Na het braden moet het zo'n 10 minuten rusten onder aluminiumfolie; hierdoor verdelen de sappen zich goed door het vlees. Omdat fricandeau mager vlees is, kan het snel droog worden; daarom wordt fricandeau bij braden in de oven vaak omwikkeld met spek. Fricandeau combineert goed met kruiden als oregano, tijm en rozemarijn, maar is ook geschikt voor Aziatische bereidingswijzen als saté, babi ketjap en een magere variant van babi pangang. In de meeste landen wordt fricandeau niet als aparte vleessoort onderscheiden, maar wordt het vlees behandeld als varkensfilet (ook wel een schnitzel genoemd) of als varkenshaas. In de Verenigde Staten wordt fricandeau (tenderloin) vaak gepaneerd en gefrituurd gegeten; door het paneren en frituren neemt de calorische waarde van fricandeau aanzienlijk toe. In Nederland wordt dun gesneden fricandeau ook wel als schnitzel gegeten, gepaneerd of ongepaneerd. 
Fricandeau is niet te verwarren met fricandon, of vleesbrood, een vleesgerecht.

## Voedingswaarde
De voedingswaarde van onbereide fricandeau per 100 gram is: 
- 119 kcal
- 22,8 gram eiwit
- 3,1 gram vet
- 0 gram koolhydraat